# Frank Hvam
Frank Hvam Nielsen (født 12. september 1970 i Ørum Sønderlyng) er en dansk stand-up komiker, manuskriptforfatter og skuespiller.
Han debuterede i 1995 som stand-up-komiker på Café Din's i København. Samtidig blev han skribent på Mette Lisbys show Ugen der gak på TV 2. I foråret 1999 var han vært på Alt Under Kontrol, en række hjemmevideoprogrammer på TV3 skrevet sammen med Mikael Wulff. Samme år blev han af Casper Christensen og Lasse Rimmer indbudt til at medvirke i DR2's Casper & Mandrilaftalen, hvor han fik sit gennembrud. Efter Mandrilaftalen var han sammen med Christensen en af hovedkræfterne bag sitcom serien Langt fra Las Vegas på TV 2 Zulu fra 2001 til 2003.
Samarbejdet med Casper Christensen fortsatte i 2004 med quizprogrammet Shooting Stars, og i 2005 skabte de sitcom'en Klovn, der også havde Mia Lyhne og Iben Hjejle på rollelisten. Serien blev en tv-succes som er fortsat helt frem indeværende år (i skrivende stund, 2022). Efterfølgende kastede den de to spillefilm Klovn - The Movie (2010) og Klovn Forever (2015) af sig, hvoraf førstnævnte med over 850.000 solgte biografbilletter i Danmark er én af dansk films største succeser.
Gennem de sidste par år har Frank Hvam i samarbejde med Lars Hjortshøj, Lasse Rimmer, Jan Gintberg og Casper Christensen kommenteret på kongelige begivenheder i programmet Zulu Royal, som blev vist på TV2 Zulu. De har bl.a. kommenteret Kronprinsesse Marys og Kronprins Frederiks bryllup i 2004 samt Prins Christians barnedåb i 2006.
Hvam har medvirket i filmene Tid til forandring (2004), Talenttyven (2012), Dan-Dream (2017) og Jeg er William (2017) samt lagt stemmer til Rejsen til Saturn (2008) og Æblet & ormen (2009). Han optrådte desuden i sæsonfinalen af Game of Thrones sæson 6, hvor replikker blev synkroniseret af en engelsktalende skuespiller pga. hans egen "voldsomme" danske accent.
Frank Hvam turnerede 2009-10 med onemanshowet Live09 og i 2014 med Upassende.
I juli og august 2018 lavede Frank Hvam radioserien Franks Femkamp på radio24syv. Serien bestod af fem programmer med forskellige samtalepartnere i et "interview med udgangspunkt i et stort slagsmål de har deltaget i".

## Baggrund
Frank Hvam er født og opvokset i landsbyen Ørum Sønderlyng ved Viborg med sin lillebror og sine forældre i en nedlagt landbrugsejendom omgivet af dyr. Hans mor var sygeplejerske og faderen smed, som desuden havde en hundekennel på fritidsbasis. Som barn ville han være dyrlæge og han tog sin gymnasiale uddannelse på det, der dengang hed Viborg Amts Gymnasium (VAG).
Han læste til dyrlæge på Den Kongelige Veterinær- og Landbohøjskole i København i tre et halvt år, hvor han mødte komikeren Jan Gintberg. Men en studieorlov, hvor han i stedet fulgte teaterlinjen på Testrup Højskole, ændrede Hvams livsbane. Herefter søgte han om optagelse på teaterskolerne i Odense og København, men fik afslag begge steder. Han droppede studierne og fik sin debut i 1995 på standup-scenen til et open mic-arrangement på den hedengangne københavnske stand-up cafe DIN's, hvor han senere mødte Casper Christensen og Lasse Rimmer, der gerne ville have ham med i deres gakkede sketchprogram, Casper & Mandrilaftalen, som skulle sendes på DR2. I 1996 arbejdede i han sideløbende med stand up-jobsene som caster og skuespiller på TV3's skjult kamera-program Rent Fup. Hvams far var ikke begejstret for sin søns nye karrierevej og tilbød ham 200.000 kr. hvis han vendte tilbage til dyrlægestudiet.

## Privatliv
Han blev i 2014 gift med filmklipperen Anja Louise Farsig Hvam, med hvem han har to sønner med. I 2016 solgte parret deres 173 kvadratmeter store villa i Lyngby med en gevinst på 3,1 millioner kroner. Parret bor i dag i en 150 kvadratmeter stor villa i Dragør beliggende lige ud til Øresund.
I sin fritid går han til havsvømning, og han har bl.a. svømmet til Sverige.

## Filmografi

### Film
- Tid til forandring (2004)
- Rejsen til Saturn (2008)
- Æblet & ormen (2009)
- Klovn - The Movie (2010)
- Talenttyven (2012)
- Klovn Forever (2015)[11]
- Dan-Dream (2017)
- Jeg er William (2017)
- Klovn the Final (2020)

### Serier
- Casper & Mandrilaftalen (1999)
- Stig Römer Live (2001)
- Kissmeyer Basic(2001)
- Langt fra Las Vegas (2001–2003)
- Wulffs Magasin (2008)
- Skæg med tal (2008)
- Klovn (2005–)
- Live fra Bremen (Gæstekomiker i programmet)
- Game of Thrones (2016, sæson 6; afsnit 10)
- Minkavlerne (2019-2023)